# Conquista giapponese della Birmania
La conquista giapponese della Birmania avvenne a opera dell'Esercito imperiale nipponico tra il gennaio e il maggio 1942. La Birmania, all'epoca colonia del Regno Unito, rientrava nei piani militari dell'Impero giapponese in quanto offriva l'opportunità di attaccare da sud la Cina di Chiang Kai-shek e di fungere da base per un successivo assalto all'India britannica.
Le truppe anglo-indiane, al comando dei generali Archibald Wavell e Harold Alexander, supportate dai reparti dell'Esercito nazionalista cinese guidate dal generale statunitense Joseph Stilwell, non seppero opporsi efficacemente all'offensiva nipponica a causa della rapidità dell'avanzata avversaria e del forte appoggio aereo di cui godevano i giapponesi. Alla metà di maggio del 1942 quasi tutta la Birmania era caduta, e per molto tempo la minaccia nipponica gravò sull'India.

## Situazione strategica
Nelle settimane successive al controverso Incidente del ponte di Marco Polo del 7 luglio 1937, le forze armate dell'Impero giapponese iniziarono una vasta guerra non dichiarata contro la Repubblica nazionalista cinese retta dal generale Chiang Kai-shek. Nell'arco di tre anni la Cina nord-orientale, la capitale Nanchino e i porti di rilevanza strategica furono occupati, scatenando crescenti preoccupazioni e proteste tra le potenze occidentali, in particolare in Francia, Impero britannico e Stati Uniti d'America: le operazioni giapponesi, infatti, ledevano il principio della "porta aperta" stabilito all'inizio del XX secolo e riconfermato con il trattato navale di Washington del febbraio 1922.

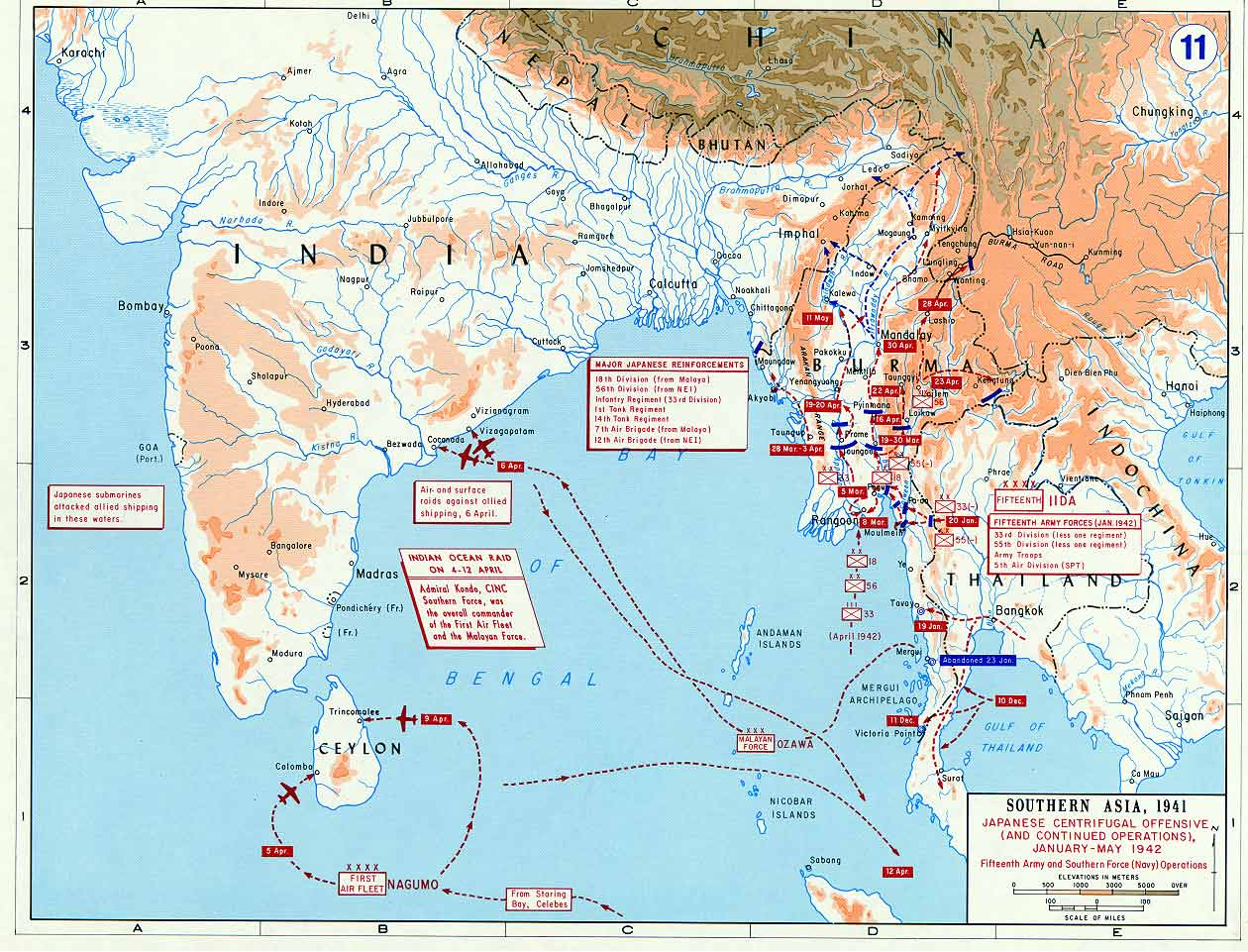
Lo svolgimento della campagna giapponese in Birmania e le parallele azioni navali intraprese nell'Oceano Indiano.

Inoltre la presenza militare nipponica era arrivata alle porte dell'Indocina francese dopo la conquista di Hainan e la costituzione di teste di ponte nelle province dello Guangxi e del Guangdong. Pertanto il regime di Chiang Kai-shek iniziò a ricevere rifornimenti di ogni genere attraverso la colonia francese e la famosa Burma Road, una tortuosa e lunga strada che, da Lashio nella colonia britannica di Birmania, si snodava attraverso giungle e montagne e terminava a Chongqing, dove la dirigenza politico-militare nazionalista aveva stabilito una nuova capitale; per questa via affluirono in misura crescente gli aiuti statunitensi. Armi, mezzi militari e rifornimenti pervennero anche dall'Unione Sovietica la quale, contraria a ulteriori espansioni del Giappone imperiale (numerose erano state le scaramucce al confine mongolo-mancese), sottoscrisse un patto di cooperazione con il generale Chiang nell'agosto 1937. Invece la Germania nazista, che sin dall'inizio degli anni trenta aveva supervisionato l'addestramento di parte delle divisioni dell'esercito nazionalista, tolse il proprio appoggio a Nanchino dopo la stipula nippo-tedesca del patto anticomintern e il conseguente schieramento di Hitler in favore di Tokyo.
Durante gli anni di tensione precedenti l'inizio delle ostilità contro gli Alleati, il Giappone pianificò un complesso e ambizioso piano di espansione nel Sud-est asiatico volto sì a cacciare le potenze coloniali, ma anche a isolare completamente la Cina, che rimaneva obiettivo primario del governo. Perciò fu deciso che, dopo la sottomossione dell'alleata Thailandia e la conquista della Malesia britannica, un'armata avrebbe marciato dallo stretto di Krah verso nord-ovest, risalendo la costa birmana e occupando lungo un asse sud-nord l'intero paese: scopo ultimo era recidere la Burma Road.

## Forze giapponesi e piani d'invasione
Per la conquista della Birmania l'Impero giapponese schierò la 15ª Armata del tenente generale Shōjirō Iida, articolata sulla 33ª e sulla 55ª Divisione fanteria: quest'ultima era stata però privata del 55º Reggimento e di gran parte dei servizi, aggregati al Distaccamento dei mari del sud operante nell'Oceano Pacifico. L'appoggio aereo fu demandato alla 5ª Divisione aerea del maggior generale Hideyoshi Obata forte di 89 bombardieri (27 Kawasaki Ki-48, 31 Mitsubishi Ki-30, 18 Mitsubishi Ki-21, 13 Mitsubishi Ki-51), 36 caccia Nakajima Ki-27, 34 ricognitori e aerei d'osservazione (18 Mitsubishi Ki-15, 10 Tachikawa Ki-36, quattro Mitsubishi Ki-46) e diciotto trasporti Mitsubishi Ki-57. Infine il generale Iida ebbe ai suoi ordini diretti la 1ª Compagnia del 2º Reggimento carri, composta da dodici carri leggeri Type 95 Ha-Go. La componente corazzata fu decisamente incrementata solo durante l'aprile 1942, quando divennero disponibili anche il 1º e il 14º Reggimento carri. In totale il corpo di spedizione giapponese in Birmania raggiungeva i 35 000 uomini.
L'invasione giapponese della Thailandia, avvenuta l'8 dicembre 1941, aveva costretto Bangkok a concedere alle truppe d'invasione il passaggio sul proprio territorio e l'utilizzo delle infrastrutture. Il primo ministro Plaek Phibunsongkhram siglò dapprima un armistizio con i giapponesi e, il 14 dicembre, un accordo segreto con cui le truppe del Reale Esercito thailandese si sarebbero unite a quelle di Tokyo nell'invasione della Birmania. L'alleanza tra i due paesi fu formalizzata il 21 dicembre e, il successivo 25 gennaio, il governo di Phibunsongkhram dichiarò guerra agli Stati Uniti e al Regno Unito.

## Svolgimento del conflitto

### L'invasione giapponese

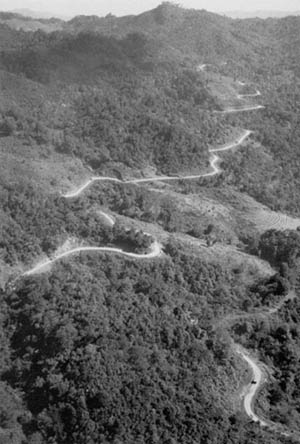
La Burma Road, attraverso la quale i cinesi ricevevano rifornimenti di ogni tipo dagli anglo-statunitensi: rappresentava uno degli obiettivi dell'offensiva giapponese nel Sud-Est asiatico

Il 15 dicembre 1941, una brigata giapponese partendo dalla Thailandia passò il confine marciando attraverso l'istmo di Kra, ma fu fermata dopo pochi chilometri dall'esercito britannico, e il 29 si ritirò al punto di partenza. Frattanto, a partire dal 23 dicembre, l'aviazione nipponica condusse diversi raid, spesso contrastati dalle Tigri Volanti di Claire Chennault: scoppiarono furiosi combattimenti aerei che, sorprendentemente, videro numerose vittorie alleate, rincuorando così il morale dei difensori e riscuotendo anche l'ammirazione di Winston Churchill. Le incursioni, che avevano l'obiettivo di spazzare via dai cieli gli aerei alleati, continuarono fino alla fine di febbraio 1942.

### I combattimenti sul confine meridionale
Il 20 gennaio 1942 le truppe giapponesi, coadiuvate dall'esercito thailandese, superarono in forze la frontiera: primi obiettivi nel settore sud del fronte erano le due città di Moulmein, scalo della linea ferroviaria che portava a Rangoon, e Martaban. L'avanzata fu rallentata da resistenze britanniche sul passo di Kawkareik, che vennero in breve eliminate. I giapponesi divisero le loro forze in tre colonne e con un movimento avvolgente supportato da forze motocorazzate conquistarono il 30 gennaio Moulmein, accaparrandosi anche il locale aeroporto che i britannici non erano riusciti a rendere inutilizzabile. Nella porzione centro-settentrionale del fronte i nipponici riuscirono a superare il fiume Salween per interrompere la ferrovia che scorreva parallela al corso d'acqua. Allarmati, i britannici fecero affluire nel settore la 17ª Divisione indiana, in quanto la perdita della ferrovia avrebbe compromesso i rifornimenti per le loro truppe e impedito il rapido arrivo di rinforzi cinesi dallo Yunnan: i giapponesi dopo qualche combattimento riuscirono però nel loro obiettivo, mentre il 10 febbraio, con la conquista di Martaban, i nipponici si affacciarono sull'Oceano Indiano e sul Golfo del Bengala. La divisione indiana si ritirò nel villaggio di Thaton.

### La conquista del sud della Birmania
La penetrazione giapponese in Birmania preoccupò Chiang Kai-Shek, che il 3 febbraio inviò a sostegno dei britannici la 5ª Armata e parte della 6ª.
Riunitosi il 30 gennaio alle forze risalenti la Malesia, l'esercito imperiale rinsaldò le posizioni raggiunte, poi il 10 febbraio si divise in due colonne: una puntava sull'importante centro e capitale della colonia Rangoon, l'altra si diresse verso nord per tagliare la Strada della Birmania, la via di rifornimento degli Alleati a Chiang Kai-shek. La prima colonna riprese l'offensiva il 15 febbraio con la conquista di Thaton e la cacciata degli indiani, poi superò di slancio il fiume Bilin, occupando l'omonima città che sorgeva sulle sue rive, e infine attraversò il fiume Sittang, una barriera naturale sulla quale i britannici avevano fatto molto affidamento. Sbaragliati i contingenti indiani posti dietro il fiume nei pressi di Mokpalin i giapponesi mossero in direzione di Rangoon; furono fermati per alcuni giorni su un altopiano vicino al Sittang, ove i britannici tentarono una battaglia d'attrito, ma i giapponesi, con l'utilizzo di carri leggeri, sfondarono all'inizio di marzo le ali dello schieramento avversario: i britannici si ritirarono verso la città di Pegu.

#### La caduta di Rangoon
La profonda puntata nipponica provocò grande preoccupazione nello stato maggiore britannico, e Wavell distaccò una brigata per tamponare il fronte tenuto dalla 1ª Divisione birmana e dalla 17ª Divisione indiana, in quanto i giapponesi si erano infiltrati anche più a nord della testa di ponte sul Sittang: infatti stavano combattendo contro reparti della 17ª Divisione a Waw per aggirare Pegu e attaccare poi da sud-ovest la capitale. Proprio nella battaglia di Pegu, il 6 marzo cinque carri giapponesi Type 95 Ha-Go della 1ª Compagnia si scontrarono con circa venti M3/M5 Stuart del 7º Ussari, che grazie alla corazzatura più spessa e al cannone da 37 mm misero fuori uso tutti i carri nipponici, al prezzo di una sola perdita. Benché considerato obsoleto nel teatro nordafricano, l'M3 in Birmania si rivelò ancora utile per sfidare i carri nipponici, contro cui neanche il cannone da 57 mm del Type 97 Chi-Ha poteva nulla. I nipponici scatenarono un violento attacco su Rangoon, mettendo subito in difficoltà lo sfilacciato schieramento anglo-indiano e isolando la guarnigione: il generale Harold Alexander, che il 5 marzo aveva assunto il comando delle truppe britanniche, ordinò di evacuare Rangoon. A sconvolgere i piani alleati di difesa della Birmania intervenne anche uno sbarco operato dai giapponesi l'11 marzo direttamente sul delta dell'Irrawaddy, da dove puntarono risolutamente sulla città e sul vicino centro di Bassein. Le residue forze britanniche sul fronte meridionale, già provate da perdite ingenti e con il morale a terra a causa dell'azione anfibia nipponica, non ressero la pressione avversaria, e il 15 marzo 1942 si verificò il crollo generale delle linee. Mentre gli anglo-indiani si ritiravano la capitale veniva attaccata il 18 marzo e cadeva lo stesso giorno, privando il Regno Unito dell'unico centro comune a tutta la rete ferroviaria birmana; i reparti superstiti della difesa ripiegarono in disordine lungo la valle del fiume Irrawaddy, tallonati da distaccamenti giapponesi. La città aveva subito ingenti devastazioni sia a causa della battaglia, sia per le distruzioni operate dai britannici, in ottemperanza alle regole della terra bruciata e al fine di privare i giapponesi di qualsiasi attrezzatura o risorsa utile.

#### La presa di Bassein
Al fine di non lasciare tregua alle sfiancate truppe britanniche, i giapponesi incalzarono le retroguardie che si ritiravano a ovest. La meta della spinta giapponese era Bassein, porto di fondamentale importanza in quanto dispensatore di rinforzi per i britannici e porta spalancata sul Golfo del Bengala, nelle cui acque stavano già iniziando le operazioni della Marina.
Subito dopo la vittoria a Rangoon, elementi del genio stesero passerelle e ponti di legno sugli acquitrini e le paludi del vasto delta dell'Irrawaddy, consentendo alle truppe giapponesi, affiancate da nuclei di carri armati, di avanzare celermente, mentre il porto di Bassein subiva un violento bombardamento aereo che devastava i moli e le navi ancora alla fonda. Qualche reparto anglo-indiano tentò la difesa della città, ma essa cadde nelle mani nipponiche a fine marzo: i britannici venivano in tal modo privati della principale fonte di approvvigionamenti, essendo i movimenti via terra difficoltosi a causa della conformazione montuosa della Birmania, le cui valli sono inoltre orientate secondo un asse nord-sud.

#### L'occupazione delle Isole Andamane e Nicobare
Al fine di rafforzare la sua presenza nell'Oceano Indiano e proteggere i movimenti navali necessari a prendere alle spalle la difesa britannica di Rangoon, il Giappone decise d'occupare le Isole Andamane e Nicobare. Un convoglio di 3 navi trasporto, scortate dalla portaerei Ryujo, 3 incrociatori leggeri e 6 cacciatorpediniere, partì da Sumatra alla volta della catena di atolli. Il 23 marzo contigenti nipponici mettevano piede a terra a Port Blair, capoluogo dell'arcipelago andamano. L'occupazione fu di una facilità estrema, visto che la simbolica guarnigione era stata ritirata, mentre il governatore e le autorità erano già fuggite in India. Altrettanto semplici e senza perdite furono gli sbarchi nelle Nicobare, avvenuti ai primi di aprile 1942.
Con questa operazione l'Impero del Sol Levante si era assicurato un buon punto d'appoggio nell'Oceano Indiano per sostenere le offensive della Marina imperiale nel settore.

### Irradiazione nella Birmania centro-settentrionale

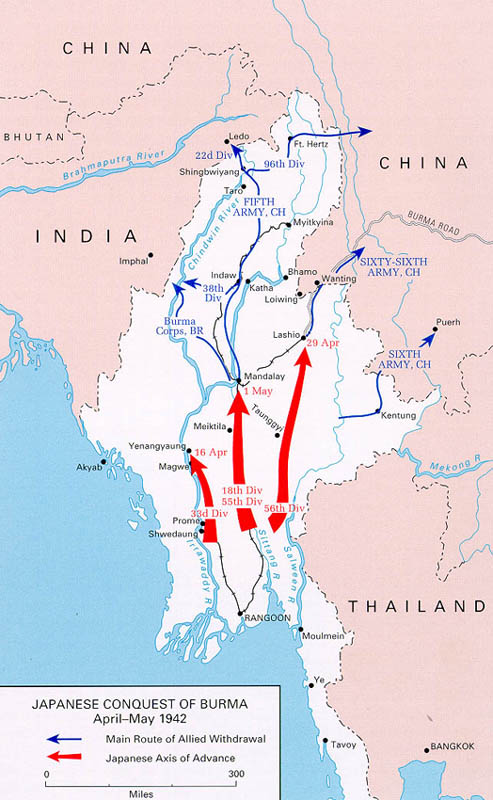
Il complesso delle operazioni nipponiche successive alla conquista della capitale Rangoon

Dopo la conquista di Rangoon l'esercito imperiale poté ricevere rinforzi via mare, soprattutto in carri armati e fanteria. Rifocillate e rimpinguate, le numerose truppe nipponiche si suddivisero in tre corpi d'armata, con i seguenti obiettivi: la colonna a ovest avrebbe risalito le valli del fiume Irrawaddy, quella centrale aveva per obiettivo la valle del fiume Sittang e quella a est doveva invece risalire la valle del fiume Salween.

#### Avanzata giapponese nella Birmania occidentale
La colonna occidentale si prefissò come primo obiettivo la città di Prome, per la cui difesa i britannici avevano riunito numerose forze. Gli elementi giapponesi che avevano inseguito il nemico in rotta erano riusciti anche a conquistare, il 25 marzo, la città di Kyangin, dove furono raggiunti dal grosso della colonna; riorganizzatisi, si lanciarono all'assalto di Prome, ma le truppe anglo-cino-indiane si erano ben attestate e sorressero l'urto iniziale nipponico facendo così nascere un barlume di speranza; presi in contropiede dall'improvvisa resistenza avversaria, i giapponesi inviarono un distaccamento verso ovest: le truppe piegarono poi a nord, guadarono il fiume Tonbo, affluente di sinistra dell'Irrawaddy, e conquistarono con la sorpresa più totale il villaggio di Shwedaung, 15 chilometri a sud di Prome e due miglia circa alle spalle della linea difensiva britannica. La situazione degli Alleati era grave e l'attacco di un reggimento indiano fu vanificato dai giapponesi, i quali il 1º aprile si impossessarono del ponte ferroviario sull'Irrawaddy. Le forze anglo-cinesi tentarono una qualche difesa ancora sulle colline a sud della città, ma la pressione nipponica era troppo forte: i soldati imperiali entrarono a Prome il 2 aprile.. Progredendo rapidamente, il corpo d'armata nipponico si impadronì di Kama il 6 e il 16 aprile si impossessò dei giacimenti di petrolio a Yenang Yanug, le cui infrastrutture erano state sabotate in tempo dai britannici.

#### Avanzata giapponese nella Birmania centrale
Il corpo centrale prese Kyungan, nell'estrema parte meridionale della valle del Sittang, il 25 marzo 1942; l'avanzata subì però un lieve ritardo a causa di inaspettate resistenze anglo-cinesi presso Toungoo, 150 chilometri circa a nord di Rangoon: dopo una feroce battaglia il fronte fu spezzato e i giapponesi continuarono a progredire con obiettivo ultimo Mandalay. Prima della metà di aprile venivano segnalate truppe nipponiche vicino a Minbu, zona di estrazione di petrolio.

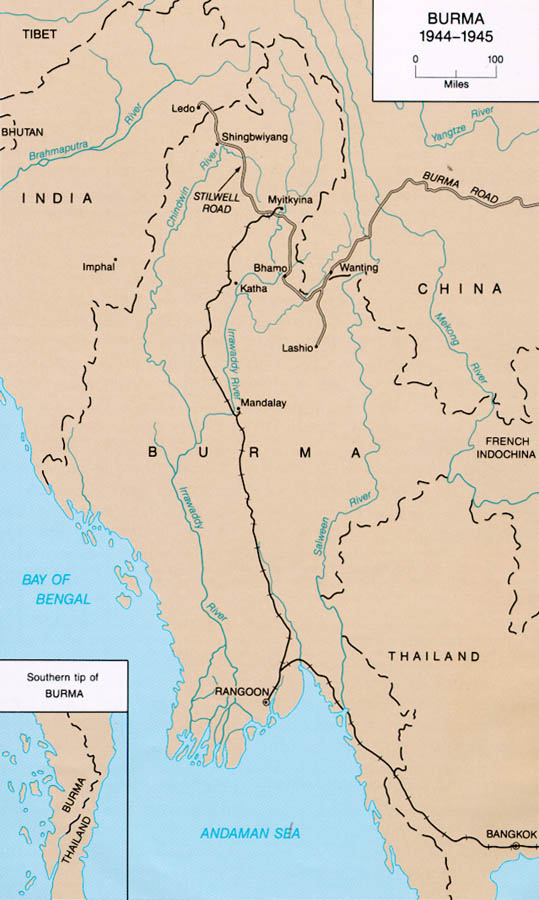
Strada della Birmania e strada di Ledo

Il 21 aprile Piynmana era in mani giapponesi, seguita il 25 da Pyawbwe, che si trovava sulla direttrice di marcia delle truppe nipponiche con meta finale Mandalay. Il raggruppamento orientale proseguì celermente e il 23 aprile fu investita Loikaw, da cui una parte delle truppe attaccò il 27 Taunggyi e Kong Kham; il 28 venne conquistata Kehsi Mausam. Il 29 aprile l'esercito giapponese colse un successo di portata strategica con la cattura della grande città di Lashio, punto d'inizio della strada della Birmania, che veniva così recisa privando i cinesi degli essenziali aiuti degli Alleati. La colonna est si divise allora in due: una parte si diresse di nuovo a sud, puntando su Mandalay, che fu conquistata il 1º maggio assieme a reparti avanzati della colonna centrale. La seconda parte passò il 6 maggio la frontiera cinese presso Wanting interrompendo ancora la strada birmana. Infine un forte gruppo motorizzato fu lanciato a nord: esso si impadronì di Nam Khan e la mattina dell'8 maggio 1942 conquistò Bhamo prima e Myitkyina poi, città che fungeva da capolinea alla ferrovia locale.
Pochi giorni prima, il 21 aprile, lo stato maggiore statunitense aveva creato un ponte aereo tra Cina e India per il supporto logistico alle Tigri Volanti: il collegamento, denominato ABC (Assam-Birmania-Cina), iniziò ad operare il giorno dopo nonostante i grandi pericoli di essere intercettati dall'aviazione giapponese e riuscì anche a rifornire le truppe cinesi.
Durante la lunga ritirata verso l'India i due reggimenti corazzati britannici, il già citato 7º Ussari e il 2º Reggimento corazzato reale, agirono da efficace retroguardia contro i nipponici ma, sebbene tecnicamente superiori, gli Stuart non riuscirono a impedire ai carri avversari di svolgere un ruolo attivo durante tutte le fasi della campagna.
Nella prima metà di maggio l'esercito britannico era stato scompaginato e respinto verso ovest, in India, in quanto la colonna occidentale giapponese aveva schiantato le successive resistenze e il 14 maggio 1942 si era impossessata di Kalewa. Altri reparti britannici erano stati sospinti nel settentrione montagnoso della Birmania, dove erano rifluite anche alcune divisioni cinesi: queste furono precariamente rifornite dal ponte aereo ABC, che aveva il suo punto d'arrivo a Fort Hertz.
All'avanzata sulla terraferma i giapponesi affiancarono azioni aeronavali nell'Oceano Indiano per proteggere i convogli navali di truppe e bombardare l'isola di Ceylon, base della flotta e dell'aviazione britanniche in Estremo Oriente. La flotta di Nobutake Kondō attaccò ai primi di aprile con aerei imbarcati Colombo e Trincomalee, ma le navi inglesi erano già al largo e solo alcune furono affondate: infatti l'ammiraglio James Somerville, comandante navale del settore, aveva disperso le sue unità. La puntata giapponese provocò comunque timori tra i capi britannici e fece pesare minacce sulle rotte britanniche in quest'area di grande importanza strategica.